# Stazione di Cavallermaggiore
Stazione di Cavallermaggiore vasútállomás Olaszországban, Cavallermaggiore településen.

## Vasútvonalak
Az állomást az alábbi vasútvonalak érintik:
- Torino-Fossano-Savona-vasútvonal
- Alessandria–Cavallermaggiore-vasútvonal
- Moretta–Cavallermaggiore-vasútvonal

## Kapcsolódó állomások
A vasútállomáshoz az alábbi állomások vannak a legközelebb:
- Stazione di Racconigi (Stazione di Ciriè, Torino-Fossano-Savona-vasútvonal, Line SFM7)
- Stazione di Savigliano (Stazione di Fossano, Torino-Fossano-Savona-vasútvonal, Line SFM7)
- Stazione di Madonna del Pilone (Alessandria–Cavallermaggiore-vasútvonal)
- Cavallerleone railway station (Moretta–Cavallermaggiore-vasútvonal)